# 미국 천문학회 회보
미국 천문학회 회보 ( Bulletin of the American Astronomical Society, BAAS, Bull. AM. Astron. Soc. )는 1969년에 설립된 미국 천문학회의 저널 기록이다. 이 회보에서는 학회의 회의, 회원 부고 기사 및 학술 기사를 게시한다. 1년에 4권을 발간하여 하나의 권으로 제작한다.
이 회보의 기사는 저널 코드 BAAS를 사용하여 천체물리학 자료 시스템에서 색인이 생성되며 종종 보관된다.